# 넥스트 젠
《넥스트 젠》(Next Gen)은 미국, 캐나다, 중국의 조 크산더 감독의 2018년 애니메이션, 액션, 모험, 코미디 영화이다. 제이슨 서디키스 등이 주연으로 출연하였고 필리스 레잉 등이 제작에 참여하였다. 이 영화는 2018년 9월 7일 넷플릭스를 통해 개봉되었다.

## 출연

### 주연
- 제이슨 서디키스
- 데이빗 크로스
- 마이클 페나
- 샤린 이
- 콘스탄스 우

## 기타
- 시각효과: 소 이시가키
- 캐릭터디자인: 마르셀린 탱구이